# Cameroon Airlines

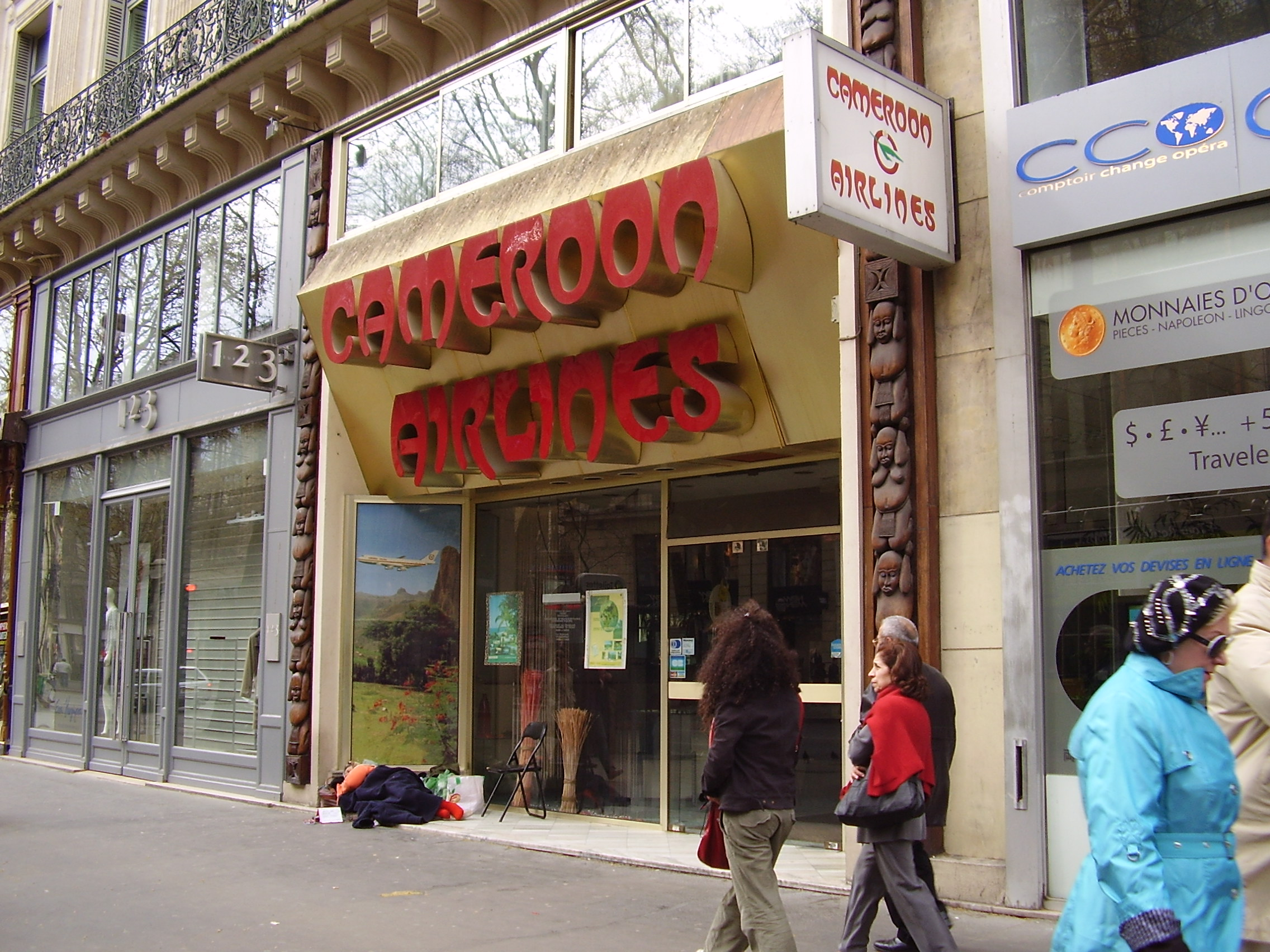
Bureau de Cameroon Airlines à Paris

Cameroon Airlines abrégée en Camair (code AITA : UY ; code OACI : UYC) était la compagnie aérienne nationale du Cameroun.
Ses retards chroniques et ses annulations de vol lui valaient souvent le surnom d’« Air peut-être ».

## Histoire
- 1961 : Création d’Air Afrique, compagnie créée par 13 États membres signataires du traité de Yaoundé.

- 22 janvier 1971 : Le Cameroun se retire d’Air Afrique pour créer une société nationale camerounaise de navigation aérienne.

- 26 juillet 1971 : Cameroon Airlines (en abrégé CAMAIR) est créée, avec un capital initial de 1,5 milliard de francs CFA.

- 1er novembre 1971 : Baptême de l’air et le début d’exploitation de Cameroon Airlines

- 1972 / 1973 : Cameroon Airlines devient membre de : IATA / ATAF / AFRA

- 1974 : premier vol avec un équipage entièrement camerounais

- 1981 : premier vol en Boeing 747 Combi

- 2002 : création du site Internet de Cameroon Airlines Europe

- 2004 : La compagnie étant en retard de plusieurs traites à l’organisme financier australien qui lui loue ses avions (leasing), celui-ci reprend sans préavis l’un de ses appareils, conformément au contrat : une importante série de vols sont donc annulés sur la ligne Douala-Paris.

- 16 septembre 2005 : Interdiction de vol en France par la DGAC. La compagnie est placée sur la "liste noire", pour motifs : « De nombreux écarts aux normes internationales notamment dans le domaine du chargement des appareils, du transport de marchandises dangereuses, de la documentation nécessaire à la navigation et de la maintenance des pneumatiques ». La compagnie contourne le problème en affrétant un avion Air Italy pour sa liaison Douala-Paris ORY.

- 4 novembre 2005 : la DGAC a de nouveau autorisé la Cameroon Airlines à utiliser ses propres avions au départ et à destination de France. Pendant la période d’interdiction la compagnie camerounaise était autorisée à desservir la France avec des appareils de location.

- 11 septembre 2006 : Les actifs de la société sont transférés dans la société « Cameroon airlines corporation » qui reprend les activités de Camair mais pas ses passifs[2].

## Philatélie
En 1981, la République unie du Cameroun célèbre le 10e anniversaire de la création de la compagnie avec l'émission d'une série de timbres, « Siège de la compagnie à Douala » (100 F), « Décollage du Boeing 747 Mont Cameroun » (200 F), et « Avions sur l'aéroport international de Douala »(300 F).